# Badlands (álbum)
Badlands é o álbum de estreia da cantora estadunidense Halsey, lançado em 28 de agosto de 2015 pelas gravadoras Astralwerks e Capitol.
O título "Badlands" refere-se ao estado de espírito de Halsey ao compor o álbum, usando-se de um lugar físico como uma metáfora para a mente vazia e sozinha. Musicalmente, o álbum é definido como sendo Indie pop.

## Divulgação
Em 6 de setembro de 2015, Halsey realizou apresentações da Badlands Tour no Made In America Festival na Filadélfia, e performará em várias cidades dos Estados Unidos, Canadá e Reino Unido até 19 de novembro de 2015.

## Desempenho comercial
Por sua proeminente visibilidade gráfica no iTunes, Badlands obteve um bom número de vendas e pré-vendas à frente do seu lançamento. Num rápido acesso diário a relatórios, o álbum atualmente encontra-se na marca de 40.000 vendas totais. Posteriormente ao lançamento, Badlands entrou no Top 5 geral no iTunes Albums Chart, emplacando no 2º lugar. Ao mesmo tempo, o álbum emplacou no 1º lugar na lista do Alternative Albums Chart, enquanto que cinco músicas marcaram presença no Top 20 da listagem de Alternative Songs Chart.
O álbum estreou em 2º lugar na Billboard 200 com um total de 115.000 (97.000 vendas puras), marcando a segunda maior estreia para uma cantora em 2015 na Billboard 200 e até agora, marca o mais alto álbum nas paradas musicais lançado pela gravadora Astralwerks.
Em outros lugares, o álbum estreou como 2º lugar na Austrália, 3º na Itália e Irlanda, 5º na Holanda e alcançou o Top 10 tanto no Reino Unido quanto na Bélgica.

## Lista de faixas
| Edição padrão  |                 |                                                        |                          |         |  |
| N.º            | Título          | Compositor(es)                                         | Produtor(es)             | Duração |  |
| 1.             | "Castle"        | Ashley Frangipane Peder Losnegård                      | Lido                     | 4:37    |  |
| 2.             | "Hold Me Down"  | Frangipane Joseph Khajadourian Alex Schwartz Ryan Lott | The Futuristics Son Lux  | 3:24    |  |
| 3.             | "New Americana" | Frangipane Larzz Principato Kalkutta James Mtume       | Lido Kalkutta Principato | 3:03    |  |
| 4.             | "Drive"         | Frangipane Tim Anderson                                | Anderson                 | 4:18    |  |
| 5.             | "Roman Holiday" | Frangipane Ben Berger Ryan McMahon                     | Captain Cuts             | 3:21    |  |
| 6.             | "Colors"        | Frangipane Dylan Bauld                                 |                          | 4:09    |  |
| 7.             | "Coming Down"   | Frangipane Justyn Pilbrow                              | Pilbrow                  | 3:43    |  |
| 8.             | "Haunting"      | Frangipane Charlie Hugall Chris Hugall Rob Tortelli    |                          | 4:20    |  |
| 9.             | "Control"       | Frangipane Roy Kerr Tim Bran                           | Kerr Bran                | 3:34    |  |
| 10.            | "Young God"     | Frangipane                                             |                          | 3:00    |  |
| 11.            | "Ghost"         | Frangipane Dylan Scott                                 |                          | 2:33    |  |
| Duração total: | Duração total:  | Duração total:                                         | Duração total:           | 40:03   |  |

| Edição Deluxe  |                   |                |         |  |
| N.º            | Título            | Producer(s)    | Duração |  |
| 5.             | "Hurricane"       | Anderson       | 3:43    |  |
| 6.             | "Roman Holiday"   | Captain Cuts   | 3:21    |  |
| 7.             | "Ghost"           |                | 2:33    |  |
| 8.             | "Colors"          |                | 4:09    |  |
| 9.             | "Colors, Pt. II"  |                | 1:36    |  |
| 10.            | "Strange Love"    |                | 4:07    |  |
| 11.            | "Coming Down"     | Pilbrow        | 3:43    |  |
| 12.            | "Haunting"        |                | 4:20    |  |
| 13.            | "Gasoline"        | Lido           | 3:19    |  |
| 14.            | "Control"         | Kerr Bran      | 3:34    |  |
| 15.            | "Young God"       |                | 3:00    |  |
| 16.            | "I Walk the Line" |                | 2:45    |  |
| Duração total: | Duração total:    | Duração total: | 55:33   |  |

## Paradas musicais
| Tabela (2015)                          | Posição |
| -------------------------------------- | ------- |
| Austrália (ARIA)                       | 2       |
| Bélgica (Ultratop Flandres)            | 10      |
| Bélgica (Ultratop Valônia)             | 28      |
| Países Baixos (Dutch Charts)           | 5       |
| França (SNEP)                          | 75      |
| Alemanha (Offizielle Deutsche Charts)  | 37      |
| Irlanda (IRMA)                         | 3       |
| Itália (FIMI)                          | 34      |
| New Zealand Albums (Recorded Music NZ) | 3       |
| Suécia (Sverigetopplistan)             | 13      |
| Reino Unido (Official Albums Chart)    | 9       |
| Estados Unidos (Billboard 200)         | 2       |

## Histórico de lançamento
| Região  | Data                 | Formato                   | Gravadora   |
| ------- | -------------------- | ------------------------- | ----------- |
| Mundial | 28 de agosto de 2015 | CD Vinil Download digital | Astralwerks |